# Juravenator
Juravenator is een geslacht van uitgestorven vleesetende theropode dinosauriërs behorend tot de groep van de Coelurosauria dat tijdens het Laat-Jura leefde in het gebied van het huidige Duitsland.
In 1998 werd het fossiel van Juravenator gevonden. In 2006 kreeg het geslacht zijn naam, die 'jager uit het Jura' betekent, toen de typesoort Juravenator starki benoemd werd. De vondst is van een jong dier en het is daarom moeilijk de volwassen kenmerken te bepalen. De resten zijn echter zeer gaaf bewaard gebleven met zelfs afdrukken van stukken huid, spieren en bindweefsel. Hieruit konden de wetenschappers toch veel opmaken over de bouw van de soort.
Juravenator was een klein tweevoetig roofdier. Het gevonden jong was ongeveer vijfenzeventig centimeter lang. Zijn horizontale romp werd in evenwicht gehouden door een lange staart. Juravenator stond nogal laag op zijn achterpoten. Zijn voorpoten waren tamelijk lang met ieder drie scherpe klauwtjes. Zijn kop was nogal groot met een langwerpige afhangende snuit en uitgerust met snijdende gekromde tandjes. Daarmee kon Juravenator kleinere dieren opslokken maar ook wat grotere dieren aanvallen, zeker als hij zelf tot een wat forser formaat uitgroeide. Europa was in het Laat-Jura een archipel van eilanden en het is onzeker of Juravenator alleen op kleine koraaleilanden leefde of ook op de grote eilanden.
Juravenator is vooral in het nieuws gekomen omdat zijn huidafdrukken schubben lieten zien. Bij zijn nauwste verwanten, de Compsognathidae, waren tot dan toe alleen resten van een primitief verenkleed gevonden. Dit leidde tot een fel debat over de betekenis van de vondst voor de evolutie van veren bij gevederde dinosauriërs. Wat later onderzoek met ultravioletfotografie toonde echter aan dat Juravenator naast schubben ook haarachtige veertjes bezat en een nog latere studie dat de vermeende schubben lijkenwas waren.

## Vondst en naamgeving

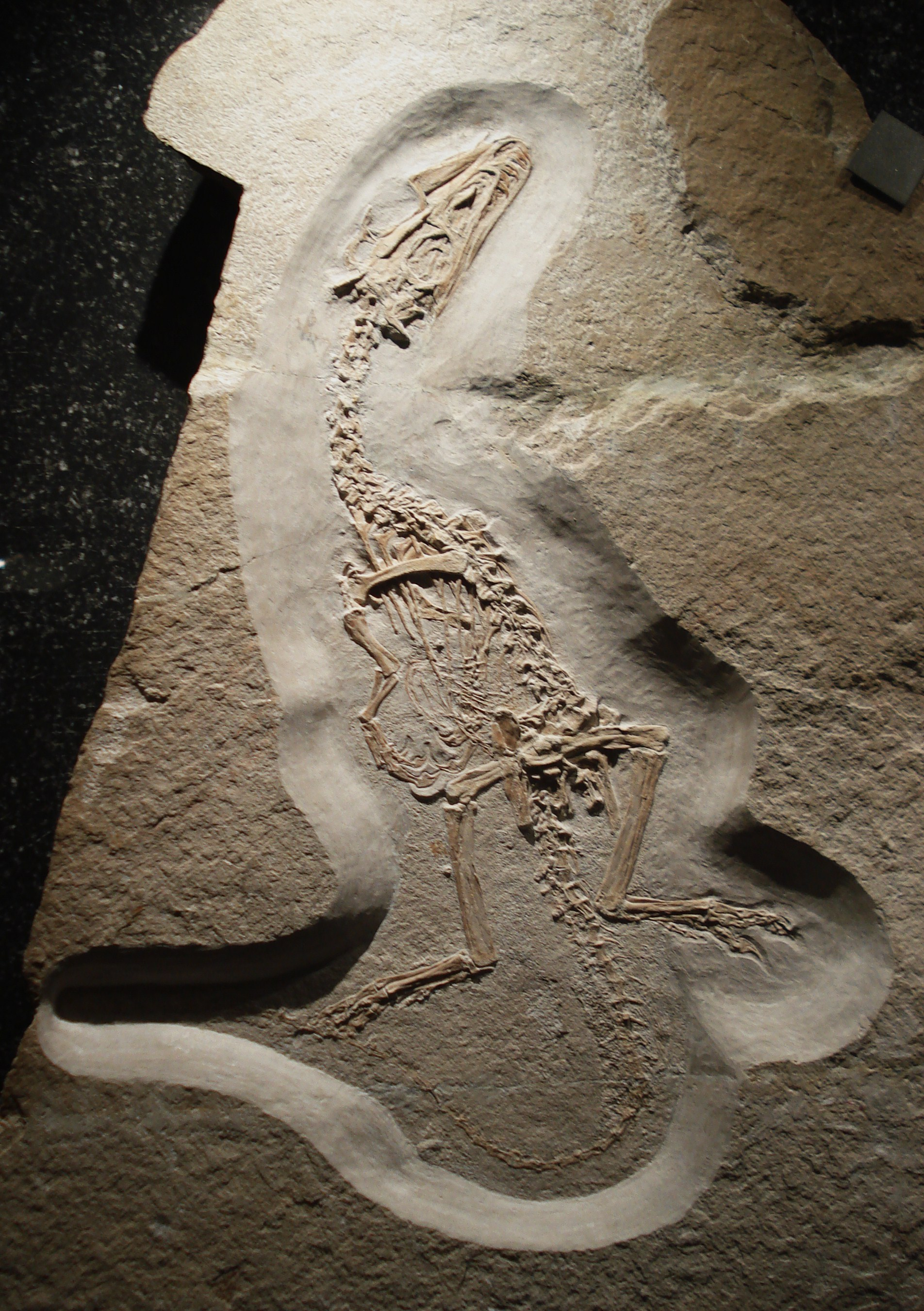
Het holotype JME Sch 200

In 1998 voerde het Jura-Museum Eichstätt opgravingen uit in de kalkgroeve van Schamhaupten bij Eichstätt. Op de laatste dag van de geplande werkzaamheden vonden vrijwilligers Klaus-Dieter Weiß en zijn broer Hans-Joachim Weiß een fossiel van een theropode. Het bleek dat het fossiel wegens de kwetsbaarheid van de botten slechts moeizaam uit zijn door calciumsilicaat verharde matrix geprepareerd kon worden en in het begin werd alleen de kop blootgelegd. Om dezelfde reden zag men ervan af de steenplaat te splijten; dat zou in één keer toegang hebben geboden tot de beenderen maar die ook hebben beschadigd, ook doordat het gesteente, een Kieselplattenkalk, te fijn gelaagd is. Er is dus geen tegenplaat: het fossiel werd vanaf de onderkant benaderd. Om te bepalen of het de moeite loonde verder te gaan, liet men een CAT-scan maken, een tomografie door middel van röntgenstralen. Die toonde alleen het bovenste derde deel van de romp en men concludeerde dat de rest van het skelet of slecht bewaard was gebleven of helemaal niet meer aanwezig was, bijvoorbeeld doordat het in stukken kalkplaat zat die bij het opgraven in gruzelementen waren geslagen. De dure preparatie werd hierop gestopt. In 1999 werd de vondst in de literatuur gemeld door Günther Viohl. In 2003 besloot de nieuwe directrice van het museum, Martina Kölbl-Ebert, om de preparering alsnog te voltooien. Preparateur Pino Völkl ontdekte toen tijdens zevenhonderd arbeidsuren dat het skelet verrassenderwijs toch zo goed als geheel in de plaat verborgen had gelegen.
De typesoort Juravenator starki is in maart 2006 benoemd en kort beschreven door Ursula Göhlich, indertijd een onderzoekster van de Ludwig Maximilians Universität München en Luis Chiappe van het Natural History Museum of Los Angeles County. De geslachtsnaam betekent: 'Jager uit het Jura', vanuit het Latijn venator, 'jager'; het 'Jura' verwijst behalve naar de geologische periode meer direct naar het Beierse Juragebergte, tegenwoordig beter bekend als de Fränkische Alb. De soortaanduiding verwijst naar de familie Stark, eigenaar van de steengroeve.

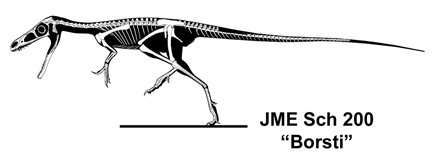
Een diagram van het skelet

De vondst, holotype JME Sch 200, komt uit de Malm Epsilon 2-lagen van de Paintenformatie die dateren uit het Laat-Kimmeridgien, ongeveer 151 miljoen jaar oud en waarvoor ter gelegenheid van de vondst de nieuwe naam Schamhauptenafzetting is voorgesteld. Het betreft een vrijwel compleet en in verband liggend skelet van een juveniel exemplaar dat ook afdrukken toont en omzettingsresten bewaard van de weke delen. Alleen het achterste derde deel van de staart ontbreekt; dit is hoogstwaarschijnlijk tijdens het opgraven verloren gegaan. Volgens de beschrijvers is het holotype buiten de vogels het meest complete fossiel dat in Europa van een theropode is gevonden. Het exemplaar is met zijn rug op de zeebodem gezakt; omdat het van onderen uit geprepareerd is, toont het nu ook die zijde.
In 2009 koos de Deutsche Paläontologische Gesellschaft het holotype van Juravenator tot (Duits) fossiel van het jaar 2009. Het exemplaar wordt tegenwoordig in een aparte opstelling in het Jura-Museum tentoongesteld.
In 2010 werd de soort uitgebreider beschreven door Göhlich.

## Beschrijving

### Algemene bouw, grootte en onderscheidende kenmerken

Een groottevergelijking met een mens

Juravenator is een kleine tweevoetige roofsauriër. Het holotype heeft een lengte van vijfenzeventig à tachtig centimeter en woog bij leven een halve kilogram. De volwassen lengte is onzeker; verwante soorten werden zo'n anderhalve meter lang.
In 2006 wisten de beschrijvers een diagnose, een lijst van onderscheidende kenmerken, op te stellen. Er staan acht tanden in de maxilla. Tussen de premaxillaire tanden en de maxillaire tanden is geen hiaat. De premaxillaire tanden hebben kartelingen op hun achterrand. De voorrand van de onderste tak van het postorbitale is hol. Het schouderblad is vrij lang met het nauwste punt vrij laag geplaatst. De voeten zijn relatief kort. Een schedelopening, de fenestra antorbitalis is ongeveer even lang als de oogkas. De deltopectorale kam van het opperarmbeen is verkort. Verder werden drie kenmerken aangegeven als zuivere autapomorfieën, unieke afgeleide eigenschappen, waarin Juravenator vrijwel zeker van zijn verwanten afweek: bovenaan hoge en abrupt vernauwende handklauwen; de zygapofysen, gewrichtsuitsteeksels, van de middelste staartwervels zijn boogvormig; er bevindt zich een deuk in de bovenkaakrand ter hoogte van het contact tussen de praemaxilla en maxilla.
Van een aantal van deze kenmerken is het de vraag of ze niet met de jonge leeftijd van het exemplaar samenhangen, met name het kleine aantal maxillaire tanden, de lengte van de fenestra antorbitalis en de korte crista deltopectoralis.
In de uitgebreidere beschrijving van 2010 werd de lijst van onderscheidende kenmerken van Juravenator wat verkort en gewijzigd tot: het bezit van slechts een gering aantal tanden in de maxilla; het ontbreken van een diasteem op de grens van maxilla en praemaxilla; een lange fenestra antorbitalis; een relatief kort opperarmbeen; boogvormige zygapofysen in de staart; hoge plots vernauwende handklauwen.
In 2011 publiceerden Cristiano dal Sasso en Simone Maganuco in het kader van een analyse de fylogenie van de verwante soort Scipionyx ook een lijst autapomorfieën, die Juravenator afgaande op de door hun gevonden stamboom bezat. Sommige autapomorfieën zijn eenduidig aanwezig: de achterkant van het neusgat ligt voor de voorste rand van de uitholling van de fenestra antorbitalis; in de bovenhoek van het traanbeen bevindt zich een vergroot foramen; de maxillaire en dentaire tanden zijn beide gekarteld; het aantal dentaire tanden is gering; de achterste staartwervels hebben verlengde voorste gewrichtsuitsteeksels; op het schouderblad is de processus olecrani welgevormd; het schaambeen steekt naar voren; het voorste deel van de uitholling van de fenestra antorbitalis beslaat niet meer dan veertig procent van de fossa; bij het tweede kootje van de tweede teen maakt de zwelling van de onderste gewrichtsknobbels minder dan de helft uit van de totale lengte van het kootje; de premaxillaire tanden zijn gekarteld; de chevrons van de achterste staartwervels hebben de vorm van een rechte omgekeerde T. Daarnaast bezit Juravenator kenmerken waarvan het onzeker is of hij ze (op)nieuw heeft verworven: de binnenkant van het darmbeen heeft een uitstekende richel in de lengterichting; de schedel is ter hoogte van het midden van het neusgat minder dan tweemaal zo hoog als bij het midden van de oogkas; de fenestra maxillaris is klein en rond en is laag geplaatst; de middelste kootjes van de derde vinger hebben meer dan de helft van de dikte van de middelste kootjes van de tweede vinger.

### Skelet

#### Schedel en onderkaken

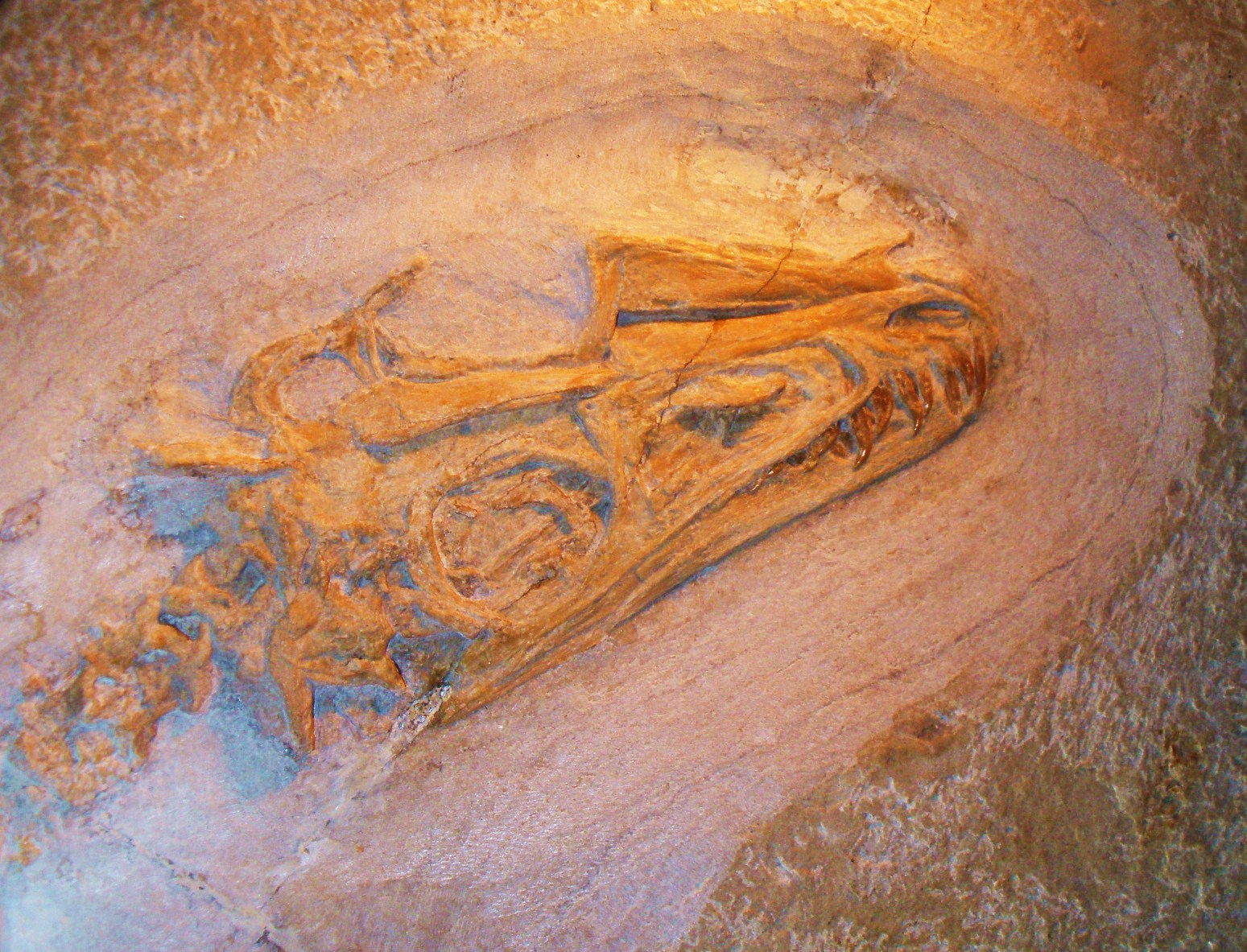
De schedel van het holotype is platgedrukt en daarom moeilijk te interpreteren

De kop van Juravenator is tamelijk groot met een schedellengte bij het holotype van tweeëntachtig millimeter. Dit zal ten dele verband houden met het feit dat het een jong dier betreft: juveniele theropoden hebben relatief grotere en daarbij vaak nog eens extra langwerpige schedels. Verschillende mogelijke verwanten, zoals Sinosauropteryx en Sinocalliopteryx hebben echter ook als volwassen dier erg grote koppen. Hoewel langwerpig is de schedel niet zo spits doordat hij zijn hoogte slechts geleidelijk naar voren toe vermindert. De eigenlijke snuitpunt rondt vrij abrupt af. Het voorste bot in de snuitzijde, de praemaxilla, is tamelijk hoog en de snuit biedt plaats aan een groot neusgat in de vorm van een liggende ovaal. De praemaxilla draagt vier kortere tanden die wat naar achteren gericht zijn. Deze tanden worden naar achteren toe langer. Anders dan bij veel verwanten waarbij de premaxillaire tanden ongekarteld zijn, tonen die van Juravenator vertandingen op de achterrand van de tandpunt die plots haakvormig naar achteren kromt. De achterste tak van de praemaxilla is uitzonderlijk lang en overlapt een dunne voorste tak van het bovenkaaksbeen ofwel maxilla. Deze tak draagt twee tanden zonder hiaat met de tanden van de praemaxilla. Daarachter volgt echter wel een diasteem want aan de basis van de voorste maxillaire tak heeft de kaakrand een inkeping. Die zorgt ervoor dat de hele snuit wat afhangt. De ronde achterkant van de inkeping draagt de twee grootste maxillaire tanden, die ondanks de bolling van dit stuk kaakrand nog steeds naar achteren gericht zijn. Daarachter volgen vier kleinere tanden. De maxillaire tanden zijn erg langwerpig, aan hun uiterste punt sterk naar achteren gebogen, en missen kartelingen op de voorrand.
Boven de inkeping vormt de buitenzijde van de maxilla een iets naar achteren hellende voorste rand voor een grote inzinking, een fossa waarin de grote schedelopening, de fenestra antorbitalis, gelegen is. Hoewel van aanzienlijke omvang en langwerpig vult dit schedelvenster de fossa niet volledig: er is een voorste uitloper doorboord door een kleinere ronde opening, de fenestra maxillaris. Die uitloper is laag doordat het neusbeen een relatief groot deel uitmaakt van de bovenste zijwand van de snuit. De neusbeenderen zijn nogal breed en ook in bovenaanzicht is de snuit dus niet bijzonder spits. Dal Sasso meende in 2011 waar te nemen dat ze doorboord waren door kleine in de lengterichting lopende foramina. Ter hoogte van de voorrand van de oogkas gaan de neusbeenderen met een golvende beennaad over in de vrij grote en lange voorhoofdsbeenderen. Onder die naad bevindt zich aan de zijkant van de schedel het vrij brede traanbeen dat wat naar voren helt met als gevolg dat de bovenrand van de oogkas recht en lang is; de ruimte wordt ingenomen door een apart prefrontale en het traanbeen heeft zo een veel langere voorste dan achterste tak en kan L-vormig worden genoemd. De buitenste zijkant van het traanbeen heeft een pneumatische opening. De achterrand van de oogkas wordt gevormd door een driestralig postorbitale. Dit is een delicaat gebouwd element, waarvan de gebogen bovenste tak vrij diep in het voorhoofdsbeen dringt, de lange onderste tak de kromming van de oogkas vormt en de achterste tak kort en dun is doordat het onderste slaapvenster nogal breed is en vooral ook bovenaan. Onder het postorbitale vormt een niet al te dun jukbeen de onderrand van de oogkas. Daarachter ligt een net T-vormig quadratojugale met erboven een nauwelijks naar achteren hellend quadratum en een stevig squamosum. De wandbeenderen zijn tamelijk kort met een derde van de lengte van de voorhoofdbeenderen: de bovenste slaapvensters zijn halfcirkelvormig; een sterke inkeping van het achterhoofd onthult in bovenaanzicht de knobbel die de verbinding vormt met de nek, de condylus occipitalis. Er zijn wat beenderen van het verhemelte zichtbaar maar die zijn zo sterk bedekt door andere botten dat Göhlich afzag van een beschrijving.
De onderkaak is plat en langwerpig maar niet zo extreem laag als bij sommige verwanten. Het voorste gedeelte, het dentarium, draagt hoogstens elf tanden en wordt naar voren toe eerst zelfs wat hoger. Het buigt echter niet naar boven en vormt geen echte 'kin'. De dentaire tanden zijn relatief kort en recht, hoewel meer gekromd dan de premaxillaire tanden. De tandenrij van de onderkaak is korter dan de rij maxillaire tanden van de bovenkaak. Het dentarium loopt echter ver naar achteren door tot aan het niveau van de voorrand van de oogkas. In het zijoppervlak van de onderkaak is geen opening aanwezig.

#### Postcrania

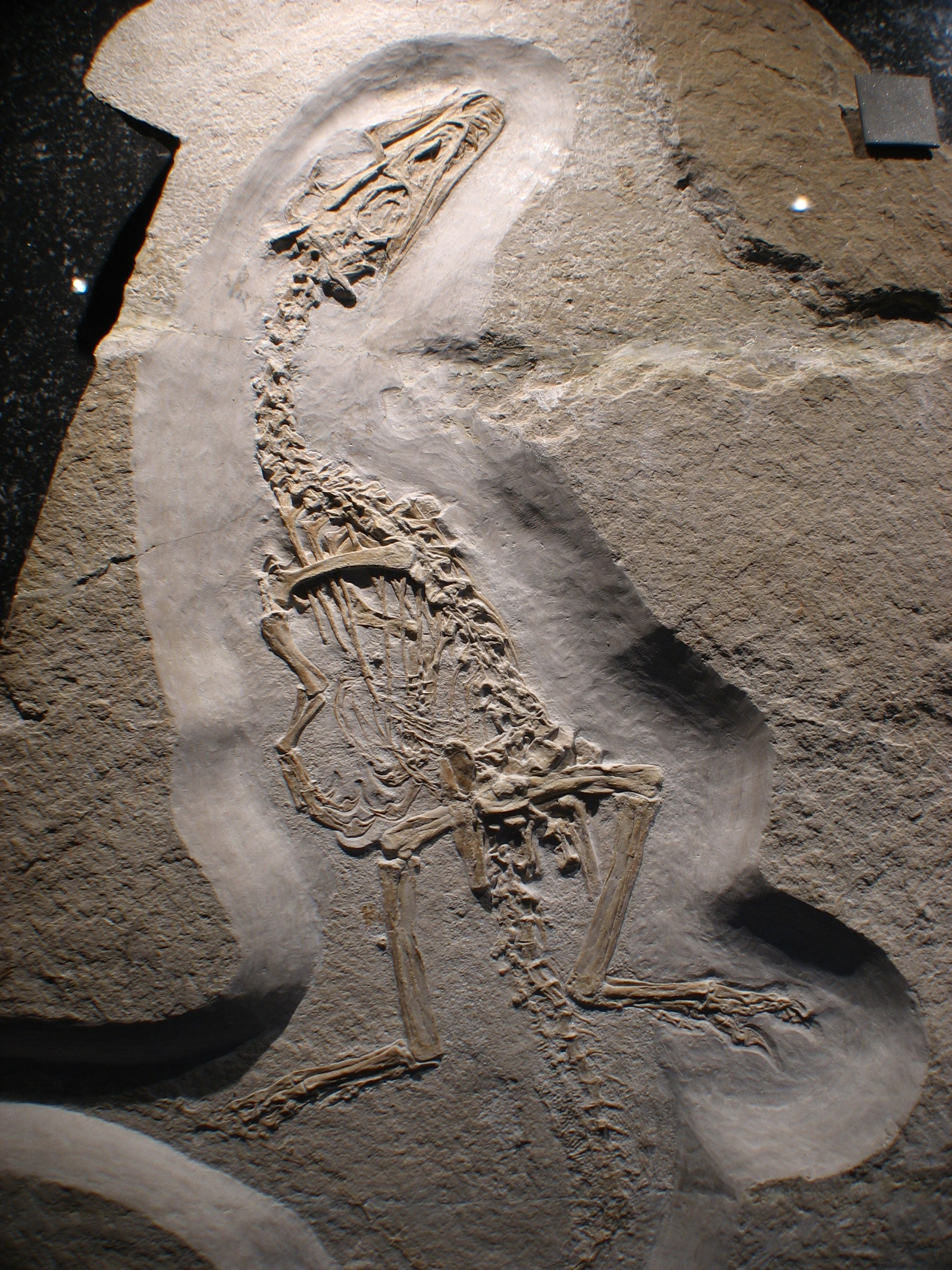
Hoewel het fossiel van Juravenator puntgaaf lijkt, zijn er in feite veel lokale beschadigingen

De indeling van de wervelkolom is niet exact bekend door beschadigingen bij de nek en het bekken. Er zijn minstens acht maar vermoedelijk tien halswervels, met zekerheid dertien ruggenwervels, vier of vijf sacrale wervels en minstens vierenveertig staartwervels. De achterste bewaard gebleven staartwervel is niet extreem verkort en het ontbrekende stuk kan tussen de vijf en vijftien wervels hebben bezeten. Verwante soorten, zoals Sinosauropteryx hebben bijzonder lange staarten.
De halswervels zijn matig lang en vrij hoog ten opzichte van de ruggenwervels; dit laatste is een mogelijk juveniel kenmerk omdat de nek stevig moest zijn om de grote kop te dragen. De achtste halswervel heeft in de zijkant een pneumatische opening; echte pleurocoelen zijn bij de halswervels niet waargenomen. De doornuitsteeksels van de halswervels zijn kort en laag. De nekribben zijn lang en dun. De ruggenwervels zijn vrij lang met lage rechthoekige doornuitsteeksels die aan hun bovenste uiteinde wat verbreed zijn. De sacrale wervels liggen uit elkaar doordat de wervellichamen nog niet aan de wervelbogen vastgegroeid waren. Dit bewijst vermoedelijk dat dit van voren naar achteren over de wervelkolom plaatsvond. De doornuitsteeksels en chevrons van de staart zijn nogal kort en sterk naar achteren gericht. De eerste vijftien staartwervels hebben zijuitsteeksels; Göhlich ziet de veertiende of vijftiende staartwervel las het overgangspunt naar de middenstaart. De wervels van de middenstaart worden vanaf de zeventiende wervel eerst langer en nemen pas zeer geleidelijk naar achteren toe in lengte af. De middelste staartwervels hebben zeer dunne en boogvormige zygapofysen, voorste en achterste gewrichtsuitsteeksels; de voorste buigen hoog over de kromming van de achterste van de voorliggende wervel heen en duiken dan naar beneden zodat bijna een halve cirkel gevormd wordt. Ten opzichte van de lengte van het wervellichaam reiken deze structuren echter niet ver, zodat Göhlich ze als 'kort' omschrijft. Er zijn twaalf paar borstribben bewaard, wellicht het oorspronkelijke totaal. De romp is vrij laag maar de middelste ribben zijn nog vrij lang. De buik wordt bedekt door een korf van buikribben.
Het schouderblad is tamelijk lang en smal, met tweeënveertig millimeter ongeveer anderhalfmaal de humeruslengte bezittend en tienmaal zo lang als breed, licht gekromd en aan het bovenste uiteinde iets verwijd. Het smalste punt van de schacht bevindt zich erg laag en is daarom des te smaller. Het hoofdlichaam is zwak ontwikkeld maar heeft een welgevormde driehoekige processus acromialis op de bovenrand; op deze uitsteeksels van beide lichamen ligt een teer vorkbeen in twee gescheiden helften; dit kan veroorzaakt zijn door een breuk in het fossiel maar ook samenhangen met de jonge leeftijd: het is volgens de beschrijvers mogelijk dat de delen nog niet waren vergroeid. In 2011 ontkende Oliver Rauhut dit echter op grond van de kromming van de middelste delen die duidelijk zou aantonen dat ze al versmolten waren. Het schoudergewricht is naar achteren gericht en heeft een opstaande rand.
De voorpoten zijn vrij lang ten opzichte van de achterpoten, met de helft van hun lengte. Die achterpoten zelf zijn echter tamelijk kort zodat de arm nog niet zo lang is. Het opperarmbeen is met zevenentwintig millimeter kort en stevig. De deltopectorale kam van deze humerus is nog eens extra verkort en driehoekig maar steekt wel aanzienlijk uit wat toch duidt op een krachtige musculatuur. De onderarm is met twee centimeter relatief lang. De ellepijp heeft echter een korte processus olecrani aan de achterste bovenkant. Ellepijp en spaakbeen zijn erg recht. In de pols zijn volgens Göhlich geen verbeende carpalia aanwezig; Dal Sasso en Maganuco meenden die echter in 2011 op foto's wel ontdekt te hebben. De hand is lang maar het eerste middenhandsbeen is echter kort, met 4,5 millimeter relatief slechts iets langer dan bij Sinosauropteryx en Compsognathus. Het is daarbij niet heel robuust maar draagt een stevige afstaande eerste vinger uitgerust met een grote één centimeter lange duimklauw, de grootste van de handklauwen. De tweede vinger is het langst en steekt door het langere tweede middenhandsbeen van 11,5 millimeter het verst uit. De kleine en dunne derde vinger heeft nog een aardige lengte, negentig procent van die van de eerste vinger, door een relatief lang eerste en tweede kootje. De hoornschachten van de handklauwen zijn lang, dun, spits en sterk gebogen.
De vorm van het bekken is onduidelijk omdat dit van boven naar beneden platgedrukt is. Het darmbeen is kort en laag met een kort afgerond voorblad en een langer smal toelopend achterblad met een rechte achterzijde. Het schaambeen is vermoedelijk 'mesopubisch': het staat min of meer verticaal, wellicht iets meer naar voren gericht. De voorrand van de schacht is wat bol; de onderkant eindigt in een matig grote 'voet' zonder voorste uitsteeksel en een schuin naar boven gericht achterste uitsteeksel. Het zitbeen lijkt vrij lang en dun.
De achterpoot is nogal kort als geheel en het dijbeen op zich is met tweeënvijftig millimeter extra klein. Het is wel vrij robuust. Bovenaan is de trochanter minor opvallend lager dan de trochanter major, een basaal kenmerk. Een vierde trochanter op de achterrand lijkt geheel te ontbreken; dit kan samenhangen met de jonge leeftijd. Het onderbeen is redelijk lang met achtenvijftig millimeter maar de voet is erg kort, hoewel middenvoet en de langste derde teen samen nog iets langer zijn dan het scheenbeen. De tweede teen is iets korter dan de vierde teen. Er is een hooggeplaatste eerste teen en een rudimentair vijfde middenvoetsbeen. De formule van de teenkootjes is de gebruikelijke 2-3-4-5-0. De voetklauwen zijn platter dan de handklauwen.

### Weke delen
Bij het fossiel zijn zowel afdrukken als omzettingsresten van de weke delen bewaard gebleven. Vooral langs de onderbenen en tussen de achtste en tweeëntwintigste staartwervel zijn afdrukken zichtbaar die daar de omtrek van het lichaam tonen. Hieruit blijkt dat de middenstaart vrij dik was met een doorsnede van tweeënhalve centimeter. In de Duitse pers kreeg het dier in 2001 de bijnaam Borsti, in Duitsland een gangbare dierennaam voor borstelharige honden en varkens, omdat men stellig meende dat het een borstelig kleed van protoveren had gehad net als de verwant Sinosauropteryx. Ironisch genoeg bleken echter bij de preparatie bij het midden en de basis van de staart en bij de onderbenen kleine oppervlakten aan afdrukken van schubben aanwezig te zijn. Die waren iets groter dan een millimeter met ongeveer vijftien schubjes per 25 mm², cirkelvormig, wat kegelvormig bol en niet-overlappend. Daarnaast waren onderaan de staart tussen de tiende en veertiende wervel horizontale vezels te zien die pezen, kapsels, bindweefsel of spieren konden vertegenwoordigen. Veren, haren of follikels waaruit deze gegroeid zouden kunnen zijn, waren niet zichtbaar.
Deze ontdekking was moeilijk te verenigen met de hypothese dat Juravenator een van de gevederde dinosauriërs was. Op verschillende manieren is getracht met hulphypothesen de oorspronkelijke aanname overeind te houden: veren ontstonden later dan gedacht (niet erg waarschijnlijk als Juravenator zich in Maniraptora bevindt); Juravenator heeft ze weer verloren; Juravenator had toevallig net geen veren aan de staartbasis; het dier had zowel veren als schubben en de eerste hebben geen afdruk achtergelaten. Al snel bleek dat de laatste mogelijkheid de juiste was: nog in 2006 werden door Helmut Tischlinger verdere ultraviolet licht-foto's gemaakt die de omzettingsresten van organen doen oplichten. Daarop bleken kleine filamenten van een lichaamsbedekking te zien. De ontdekking werd al datzelfde jaar kort in de literatuur vermeld maar trok weinig aandacht omdat het een Duitstalig artikel betrof.
De vervolgstudie uit 2010 van Göhlich ging verder op de zaak in. De UV-opnamen hadden verdere sectoren van schubben laten zien op de snuit en de onderbenen. Ze onthulden de precieze lengte en vorm van de hoornschachten van de klauwen. Daarnaast waren er verticale bindweefselvezels te ontdekken tussen de chevrons van de staart; Dal Sasso interpreteerde dit in 2011 als het ligamentum interhaemale, een kapsel dat de chevrons verbond. Boven de laag schubben echter waren de uiteinden zichtbaar van haarachtige structuren. Dit konden geen bindweefselvezels zijn omdat ze extern waren aan de huid. Volgens Göhling ging het dus vermoedelijk om de resten van een primitief verenkleed. Juravenator had dan niet alleen een combinatie van veren en schubben: beide structuren waren naast elkaar op hetzelfde stuk huid aanwezig, waarbij de veren wellicht tussenliggende banen vormden.
Een gedeelte van de ontbrekende stukken van de weke delen is kennelijk niet zozeer weggerot als weggevreten: in de buikholte zijn vijf fossielen van kleine pissebedden aangetroffen.

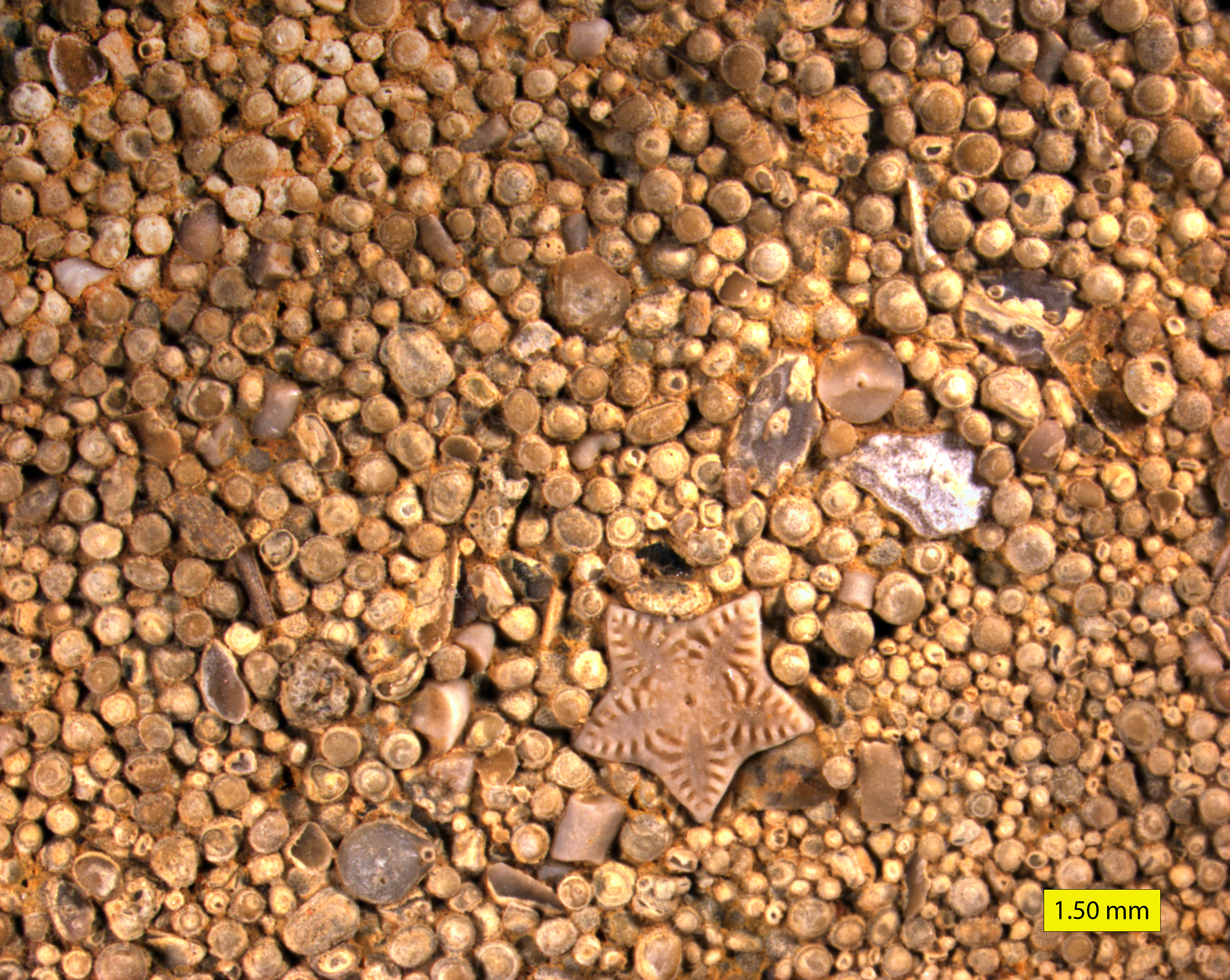
Een voorbeeld van oöiden uit het Jura

In 2011 trof Achim Reisdorf in de buikholte talrijke oöiden aan met een doorsnede van 0,4 tot 0,6 millimeter, kleine bolvormige kalkconcreties. Hij achtte het onwaarschijnlijk dat die tijdens de fossilisering gevormd zouden zijn aangezien ze normaal in de Schamhauptenafzetting niet voorkomen en opperde dat ze tijdens het leven waren ingeslikt — wellicht omdat ze aan een prooi kleefden — of ingeademd tijdens het verdrinken. Opvallend is de overeenkomst in vorm met de schubben van de staart.
In 2020 concludeerde een studie dat de haarachtige structuren homoloog waren aan primitieve veren maar dat de vermeende schubben in feite extrusies waren van adipocire ofwel lijkenwas, omzettingsresten van lichaamsvet die uit een kadaver gesijpeld waren. Een andere studie datzelfde jaar stelde echter dat de schubben op de staart echt waren en ronde verdikkingen toonden, homoloog aan gelijksoortige structuren in de schubben van moderne krokodilachtigen, die gebruikt worden voor een zintuiglijke waarneming.

## Fylogenie
Juravenator is door de beschrijvers basaal geplaatst in de Coelurosauria en als een lid van de Compsognathidae verwant aan Compsognathus die iets later in hetzelfde gebied leefde. In 2007 meldde Paul Upchurch echter dat de kladistische analyses incorrect waren uitgevoerd en dat Juravenator bij een juiste toepassing tot de Maniraptora behoorde. Göhlich concludeerde in 2010 daarentegen dat Juravenator zich toch basaal in de Coelurosauria bevond en geen maniraptoor was. De analyse van Dal Sasso en Maganuco uit 2011 gaf Juravenator als een lid van de Compsognathidae, welke groep zich buiten de Maniraptora bevond. Juravenator viel in de analyse uit als een zustersoort van Sinosauropteryx.
Een kladogram dat de positie van Juravenator in de stamboom volgens de studie van Dal Sasso uit 2011 toont, is het volgende:
|  | Scipionyx  |
|  |            |
|  | Orkoraptor |
|  |            |

|  | Huaxiagnathus                                                   |
|  |                                                                 |
|  | \| \| Sinosauropteryx \| \| \| \| \| \| Juravenator \| \| \| \| |
|  |                                                                 |
|  | Sinosauropteryx                                                 |
|  |                                                                 |
|  | Juravenator                                                     |
|  |                                                                 |

|  | Sinosauropteryx |
|  |                 |
|  | Juravenator     |
|  |                 |

|  | Huaxiagnathus                                                   |
|  |                                                                 |
|  | \| \| Sinosauropteryx \| \| \| \| \| \| Juravenator \| \| \| \| |
|  |                                                                 |
|  | Sinosauropteryx                                                 |
|  |                                                                 |
|  | Juravenator                                                     |
|  |                                                                 |

|  | Sinosauropteryx |
|  |                 |
|  | Juravenator     |
|  |                 |

|  | Huaxiagnathus                                                   |
|  |                                                                 |
|  | \| \| Sinosauropteryx \| \| \| \| \| \| Juravenator \| \| \| \| |
|  |                                                                 |
|  | Sinosauropteryx                                                 |
|  |                                                                 |
|  | Juravenator                                                     |
|  |                                                                 |

|  | Sinosauropteryx |
|  |                 |
|  | Juravenator     |
|  |                 |

|  | Huaxiagnathus                                                   |
|  |                                                                 |
|  | \| \| Sinosauropteryx \| \| \| \| \| \| Juravenator \| \| \| \| |
|  |                                                                 |
|  | Sinosauropteryx                                                 |
|  |                                                                 |
|  | Juravenator                                                     |
|  |                                                                 |

|  | Sinosauropteryx |
|  |                 |
|  | Juravenator     |
|  |                 |

|  | Scipionyx  |
|  |            |
|  | Orkoraptor |
|  |            |

|  | Huaxiagnathus                                                   |
|  |                                                                 |
|  | \| \| Sinosauropteryx \| \| \| \| \| \| Juravenator \| \| \| \| |
|  |                                                                 |
|  | Sinosauropteryx                                                 |
|  |                                                                 |
|  | Juravenator                                                     |
|  |                                                                 |

|  | Sinosauropteryx |
|  |                 |
|  | Juravenator     |
|  |                 |

|  | Huaxiagnathus                                                   |
|  |                                                                 |
|  | \| \| Sinosauropteryx \| \| \| \| \| \| Juravenator \| \| \| \| |
|  |                                                                 |
|  | Sinosauropteryx                                                 |
|  |                                                                 |
|  | Juravenator                                                     |
|  |                                                                 |

|  | Sinosauropteryx |
|  |                 |
|  | Juravenator     |
|  |                 |

|  | Huaxiagnathus                                                   |
|  |                                                                 |
|  | \| \| Sinosauropteryx \| \| \| \| \| \| Juravenator \| \| \| \| |
|  |                                                                 |
|  | Sinosauropteryx                                                 |
|  |                                                                 |
|  | Juravenator                                                     |
|  |                                                                 |

|  | Sinosauropteryx |
|  |                 |
|  | Juravenator     |
|  |                 |

|  | Huaxiagnathus                                                   |
|  |                                                                 |
|  | \| \| Sinosauropteryx \| \| \| \| \| \| Juravenator \| \| \| \| |
|  |                                                                 |
|  | Sinosauropteryx                                                 |
|  |                                                                 |
|  | Juravenator                                                     |
|  |                                                                 |

|  | Sinosauropteryx |
|  |                 |
|  | Juravenator     |
|  |                 |

|  | Scipionyx  |
|  |            |
|  | Orkoraptor |
|  |            |

|  | Huaxiagnathus                                                   |
|  |                                                                 |
|  | \| \| Sinosauropteryx \| \| \| \| \| \| Juravenator \| \| \| \| |
|  |                                                                 |
|  | Sinosauropteryx                                                 |
|  |                                                                 |
|  | Juravenator                                                     |
|  |                                                                 |

|  | Sinosauropteryx |
|  |                 |
|  | Juravenator     |
|  |                 |

|  | Huaxiagnathus                                                   |
|  |                                                                 |
|  | \| \| Sinosauropteryx \| \| \| \| \| \| Juravenator \| \| \| \| |
|  |                                                                 |
|  | Sinosauropteryx                                                 |
|  |                                                                 |
|  | Juravenator                                                     |
|  |                                                                 |

|  | Sinosauropteryx |
|  |                 |
|  | Juravenator     |
|  |                 |

|  | Huaxiagnathus                                                   |
|  |                                                                 |
|  | \| \| Sinosauropteryx \| \| \| \| \| \| Juravenator \| \| \| \| |
|  |                                                                 |
|  | Sinosauropteryx                                                 |
|  |                                                                 |
|  | Juravenator                                                     |
|  |                                                                 |

|  | Sinosauropteryx |
|  |                 |
|  | Juravenator     |
|  |                 |

|  | Huaxiagnathus                                                   |
|  |                                                                 |
|  | \| \| Sinosauropteryx \| \| \| \| \| \| Juravenator \| \| \| \| |
|  |                                                                 |
|  | Sinosauropteryx                                                 |
|  |                                                                 |
|  | Juravenator                                                     |
|  |                                                                 |

|  | Sinosauropteryx |
|  |                 |
|  | Juravenator     |
|  |                 |

|  | Scipionyx  |
|  |            |
|  | Orkoraptor |
|  |            |

|  | Huaxiagnathus                                                   |
|  |                                                                 |
|  | \| \| Sinosauropteryx \| \| \| \| \| \| Juravenator \| \| \| \| |
|  |                                                                 |
|  | Sinosauropteryx                                                 |
|  |                                                                 |
|  | Juravenator                                                     |
|  |                                                                 |

|  | Sinosauropteryx |
|  |                 |
|  | Juravenator     |
|  |                 |

|  | Huaxiagnathus                                                   |
|  |                                                                 |
|  | \| \| Sinosauropteryx \| \| \| \| \| \| Juravenator \| \| \| \| |
|  |                                                                 |
|  | Sinosauropteryx                                                 |
|  |                                                                 |
|  | Juravenator                                                     |
|  |                                                                 |

|  | Sinosauropteryx |
|  |                 |
|  | Juravenator     |
|  |                 |

|  | Huaxiagnathus                                                   |
|  |                                                                 |
|  | \| \| Sinosauropteryx \| \| \| \| \| \| Juravenator \| \| \| \| |
|  |                                                                 |
|  | Sinosauropteryx                                                 |
|  |                                                                 |
|  | Juravenator                                                     |
|  |                                                                 |

|  | Sinosauropteryx |
|  |                 |
|  | Juravenator     |
|  |                 |

|  | Huaxiagnathus                                                   |
|  |                                                                 |
|  | \| \| Sinosauropteryx \| \| \| \| \| \| Juravenator \| \| \| \| |
|  |                                                                 |
|  | Sinosauropteryx                                                 |
|  |                                                                 |
|  | Juravenator                                                     |
|  |                                                                 |

|  | Sinosauropteryx |
|  |                 |
|  | Juravenator     |
|  |                 |

|  | Scipionyx  |
|  |            |
|  | Orkoraptor |
|  |            |

|  | Huaxiagnathus                                                   |
|  |                                                                 |
|  | \| \| Sinosauropteryx \| \| \| \| \| \| Juravenator \| \| \| \| |
|  |                                                                 |
|  | Sinosauropteryx                                                 |
|  |                                                                 |
|  | Juravenator                                                     |
|  |                                                                 |

|  | Sinosauropteryx |
|  |                 |
|  | Juravenator     |
|  |                 |

|  | Huaxiagnathus                                                   |
|  |                                                                 |
|  | \| \| Sinosauropteryx \| \| \| \| \| \| Juravenator \| \| \| \| |
|  |                                                                 |
|  | Sinosauropteryx                                                 |
|  |                                                                 |
|  | Juravenator                                                     |
|  |                                                                 |

|  | Sinosauropteryx |
|  |                 |
|  | Juravenator     |
|  |                 |

|  | Huaxiagnathus                                                   |
|  |                                                                 |
|  | \| \| Sinosauropteryx \| \| \| \| \| \| Juravenator \| \| \| \| |
|  |                                                                 |
|  | Sinosauropteryx                                                 |
|  |                                                                 |
|  | Juravenator                                                     |
|  |                                                                 |

|  | Sinosauropteryx |
|  |                 |
|  | Juravenator     |
|  |                 |

|  | Huaxiagnathus                                                   |
|  |                                                                 |
|  | \| \| Sinosauropteryx \| \| \| \| \| \| Juravenator \| \| \| \| |
|  |                                                                 |
|  | Sinosauropteryx                                                 |
|  |                                                                 |
|  | Juravenator                                                     |
|  |                                                                 |

|  | Sinosauropteryx |
|  |                 |
|  | Juravenator     |
|  |                 |

|  | Scipionyx  |
|  |            |
|  | Orkoraptor |
|  |            |

|  | Huaxiagnathus                                                   |
|  |                                                                 |
|  | \| \| Sinosauropteryx \| \| \| \| \| \| Juravenator \| \| \| \| |
|  |                                                                 |
|  | Sinosauropteryx                                                 |
|  |                                                                 |
|  | Juravenator                                                     |
|  |                                                                 |

|  | Sinosauropteryx |
|  |                 |
|  | Juravenator     |
|  |                 |

|  | Huaxiagnathus                                                   |
|  |                                                                 |
|  | \| \| Sinosauropteryx \| \| \| \| \| \| Juravenator \| \| \| \| |
|  |                                                                 |
|  | Sinosauropteryx                                                 |
|  |                                                                 |
|  | Juravenator                                                     |
|  |                                                                 |

|  | Sinosauropteryx |
|  |                 |
|  | Juravenator     |
|  |                 |

|  | Huaxiagnathus                                                   |
|  |                                                                 |
|  | \| \| Sinosauropteryx \| \| \| \| \| \| Juravenator \| \| \| \| |
|  |                                                                 |
|  | Sinosauropteryx                                                 |
|  |                                                                 |
|  | Juravenator                                                     |
|  |                                                                 |

|  | Sinosauropteryx |
|  |                 |
|  | Juravenator     |
|  |                 |

|  | Huaxiagnathus                                                   |
|  |                                                                 |
|  | \| \| Sinosauropteryx \| \| \| \| \| \| Juravenator \| \| \| \| |
|  |                                                                 |
|  | Sinosauropteryx                                                 |
|  |                                                                 |
|  | Juravenator                                                     |
|  |                                                                 |

|  | Sinosauropteryx |
|  |                 |
|  | Juravenator     |
|  |                 |

|  | Scipionyx  |
|  |            |
|  | Orkoraptor |
|  |            |

|  | Huaxiagnathus                                                   |
|  |                                                                 |
|  | \| \| Sinosauropteryx \| \| \| \| \| \| Juravenator \| \| \| \| |
|  |                                                                 |
|  | Sinosauropteryx                                                 |
|  |                                                                 |
|  | Juravenator                                                     |
|  |                                                                 |

|  | Sinosauropteryx |
|  |                 |
|  | Juravenator     |
|  |                 |

|  | Huaxiagnathus                                                   |
|  |                                                                 |
|  | \| \| Sinosauropteryx \| \| \| \| \| \| Juravenator \| \| \| \| |
|  |                                                                 |
|  | Sinosauropteryx                                                 |
|  |                                                                 |
|  | Juravenator                                                     |
|  |                                                                 |

|  | Sinosauropteryx |
|  |                 |
|  | Juravenator     |
|  |                 |

|  | Huaxiagnathus                                                   |
|  |                                                                 |
|  | \| \| Sinosauropteryx \| \| \| \| \| \| Juravenator \| \| \| \| |
|  |                                                                 |
|  | Sinosauropteryx                                                 |
|  |                                                                 |
|  | Juravenator                                                     |
|  |                                                                 |

|  | Sinosauropteryx |
|  |                 |
|  | Juravenator     |
|  |                 |

|  | Huaxiagnathus                                                   |
|  |                                                                 |
|  | \| \| Sinosauropteryx \| \| \| \| \| \| Juravenator \| \| \| \| |
|  |                                                                 |
|  | Sinosauropteryx                                                 |
|  |                                                                 |
|  | Juravenator                                                     |
|  |                                                                 |

|  | Sinosauropteryx |
|  |                 |
|  | Juravenator     |
|  |                 |

|  | Scipionyx  |
|  |            |
|  | Orkoraptor |
|  |            |

|  | Huaxiagnathus                                                   |
|  |                                                                 |
|  | \| \| Sinosauropteryx \| \| \| \| \| \| Juravenator \| \| \| \| |
|  |                                                                 |
|  | Sinosauropteryx                                                 |
|  |                                                                 |
|  | Juravenator                                                     |
|  |                                                                 |

|  | Sinosauropteryx |
|  |                 |
|  | Juravenator     |
|  |                 |

|  | Huaxiagnathus                                                   |
|  |                                                                 |
|  | \| \| Sinosauropteryx \| \| \| \| \| \| Juravenator \| \| \| \| |
|  |                                                                 |
|  | Sinosauropteryx                                                 |
|  |                                                                 |
|  | Juravenator                                                     |
|  |                                                                 |

|  | Sinosauropteryx |
|  |                 |
|  | Juravenator     |
|  |                 |

|  | Huaxiagnathus                                                   |
|  |                                                                 |
|  | \| \| Sinosauropteryx \| \| \| \| \| \| Juravenator \| \| \| \| |
|  |                                                                 |
|  | Sinosauropteryx                                                 |
|  |                                                                 |
|  | Juravenator                                                     |
|  |                                                                 |

|  | Sinosauropteryx |
|  |                 |
|  | Juravenator     |
|  |                 |

|  | Huaxiagnathus                                                   |
|  |                                                                 |
|  | \| \| Sinosauropteryx \| \| \| \| \| \| Juravenator \| \| \| \| |
|  |                                                                 |
|  | Sinosauropteryx                                                 |
|  |                                                                 |
|  | Juravenator                                                     |
|  |                                                                 |

|  | Sinosauropteryx |
|  |                 |
|  | Juravenator     |
|  |                 |

## Levenswijze
Bij de bepaling van de levenswijze van Juravenator doen zich dezelfde problemen voor als bij Compsognathus die uit iets jongere lagen van hetzelfde gebied bekend is: het fossiel is gevonden in een zeeafzetting en het is onzeker op welk vasteland het dier zijn verblijfplaats had. Ten noorden van de vindplaats bevond zich een groot eiland, het Anglobrabants Massief en ten oosten het Boheemse Massief. Het is in 2007 door Wolfgang Riegraf verondersteld dat het jong door een overstroming op dat laatste eiland naar zee gespoeld werd en daar op de bodem terechtkwam. Het fossiel is echter te gaaf dat het lange tijd in het water kan hebben gedreven terwijl de kustlijn van de grote eilanden wel honderd kilometer van de vindplaats kan hebben gelegen. Daarom wordt ook wel gedacht dat de koraalriffen in de ondiepe Tethysoceaan atollen vormden. De beschrijvers van Juravenator gingen uit van deze hypothese waarbij ze aannamen dat Juravenator als bewoner van een koraaleiland verdronken is en in korte tijd in dieper water zakte. In dat geval moet Juravenator, ondanks zijn zelfs bij volwassen omvang kleine formaat, daar het grootste roofdier geweest zijn, misschien levend van kleine gewervelden en grote insecten. Op diezelfde hypothetische eilanden kwam, in geologische zin slechts korte tijd later, in deze denkwijze de compsognathide verwant Compsognathus voor en het ligt voor de hand een zeer nauwe verwantschap te veronderstellen, waarbij de kleinere kop van Compsognathus een geleidelijke evolutionaire aanpassing zou zijn aan het eten van lichtere prooien. De fylogenetische analyses wijzen er echter niet op dat Juravenator de directe voorouder van Compsognathus was. De vermeende eilanden moeten dan door opvolgende invasies van compsognathiden bevolkt zijn, afkomstig uit vele miljoenen jaren eerder van elkaar afgesplitste afstammingslijnen.
Indien Juravenator ook op de grotere eilanden voorkwam, kan de lange kop gebruikt zijn om ook grotere prooien aan te vallen, zoals kleine dinosauriërs.
Een onderzoek naar de scleraalringen van de ogen had in 2011 tot uitkomst dat Juravenator een nachtdier zou zijn geweest; andere onderzoekers vonden de gebruikte onderzoeksmethode echter onbetrouwbaar.